# Dirhamphis mexicana
Dirhamphis mexicana är en malvaväxtart som beskrevs av P.A. Fryxell. Dirhamphis mexicana ingår i släktet Dirhamphis och familjen malvaväxter. Inga underarter finns listade i Catalogue of Life.